# Odynerus bellatulus
Odynerus bellatulus är en stekelart som beskrevs av Henri Saussure. Odynerus bellatulus ingår i släktet lergetingar, och familjen Eumenidae. Utöver nominatformen finns också underarten O. b. brunneolus.